# From the Gutter to the Stage
From the Gutter to the Stage è la seconda raccolta del gruppo musicale statunitense Savatage, pubblicata il 2 dicembre 1995 dalla Concrete e dalla Edel AG.

## Il disco
Raccoglie le canzoni più rappresentative della band, registrate tra il 1981 e il 1995. L'edizione speciale include anche un CD bonus contenente delle rarità.

## Tracce
1. Sirens (Live) – 3:50
2. Power of the Night – 4:21
3. Prelude to Madness – 3:12
4. Hall of the Mountain King – 5:33
5. 24 Hours Ago – 4:55
6. Gutter Ballet – 6:19
7. When the Crowds Are Gone – 5:45
8. Silk and Steel – 2:47
9. New York City Don't Mean Nothing – 4:03
10. Agony and Ecstasy – 3:34
11. Believe – 5:41
12. Edge of Thorns – 5:56
13. Chance – 7:49
14. Mozart and Madness – 5:02
15. One Child – 5:14

### CD bonus
1. Shotgun Innocence – 3:32 (periodo Edge of Thorns)
2. Forever After – 4:19 (periodo Edge of Thorns)
3. This Is Where You Should Be – 4:55 (periodo Hall of the Mountain King)
4. D.T. Jesus – 4:53 (periodo Streets: A Rock Opera)

## Formazione
- Jon Oliva - voce, pianoforte, tastiere
- Zachary Stevens - voce
- Criss Oliva - chitarra
- Al Pitrelli - chitarra
- Chris Caffery - chitarra
- Johnny Lee Middleton - basso
- Steve Wacholz - batteria
- Jeff Plate - batteria